# Tim Barnett
Timothy John Barnett nació en el Reino Unido el 4 de agosto de 1958 conocido también por Tim Barnett es miembro del parlamento neozelandés para el electorado de Christchurch Central. Ha representado Christchurch desde 1999 y ha sido el segundo político claramente homosexual en llegar al parlamento neozelandés. Él y su pareja emigraron a Nueva Zelanda en 1991.  
Tim Barnett es reconocido por sus esfuerzos en la comunidad LGBT de su ciudad, Christchurch, para el que fue reelegido como representante en la elección general del estado en 2005, con una mayoría de 6694 votos y el 52.35 % de todos los votos.
En la actualidad vive con su pareja en Christchurch.
- Datos: Q982000